# Altinget.dk
Altinget.dk er et neutral og uafhængig nichemedie om dansk og europæisk politik. Mediet har en af de største redaktioner på Christiansborg og kontorer på Ny Kongensgade i København og i Bruxelles. Altinget udkommer også i Sverige og i Norge. 

## Historie
Altinget blev grundlagt i januar 2000 af Rasmus Nielsen, som var ansvarshavende chefredaktør og administrerende direktør 2000-2017. Han er fortsat ejer og bestyrelsesformand for Alrow Media, som ejer Altinget. 
I 2014 startede Altinget i Sverige med hovedsæde i Stockholm. Jakob Nielsen afløste i 2017 Rasmus Nielsen som ansvarshavende chefredaktør. Fra 2017-2019 var Per Mikael Jensen direktør. I november 2019 blev Christoph Nørgaard udnævnt til administrerende direktørHan blev i august 2024 afløst af Anne Marie Kindberg.
I efteråret 2022 starte Altinget i Norge med hovedsæde i Oslo.

## Priser
Altinget modtog i 2004 som det første medium eJour-prisen fra Danmarks Journalisthøjskole som påskønnelse af god internet-journalistik i Skandinavien. 
I 2010 modtog Altinget Anders Bording Medie Prisen.
Altinget | Magt modtog "Medieprisen 2013" (en af Anders Bording-priserne) for e-magasinet ”Altinget l Magt 2012”.
I 2015 modtog Altinget Den Danske Publicistklubs pris for Public Service.
I 2021 modtog Altinget Anders Bording Medieprisen for sit nye digitale design. 
Altinget blev i 2023 nomineret til den største journalistiske pris i Danmark Cavlingprisen. Altingets journalister Katrine Lønstrup, Kasper Frandsen og Andreas Krog blev nomineret for deres afdækning af våbensagen – også kendt som Elbit-sagen – hvor tidligere forsvarsminister Jakob Ellemann-Jensen gav forkerte oplysninger til Folketinget om et milliardstort våbenindkøb fra den israelske våbenproducent Elbit Systems. Prisen gik dog til DR.

## Altingets nichemedier
Altinget sælger abonnementer til 29 nichemedier om dansk og europæisk politik henvendt til den professionelle læser. I 2025 lancerede Altinget privatproduktet Altinget Privat til politiske interesserede læsere.